# Salto a la cuerda

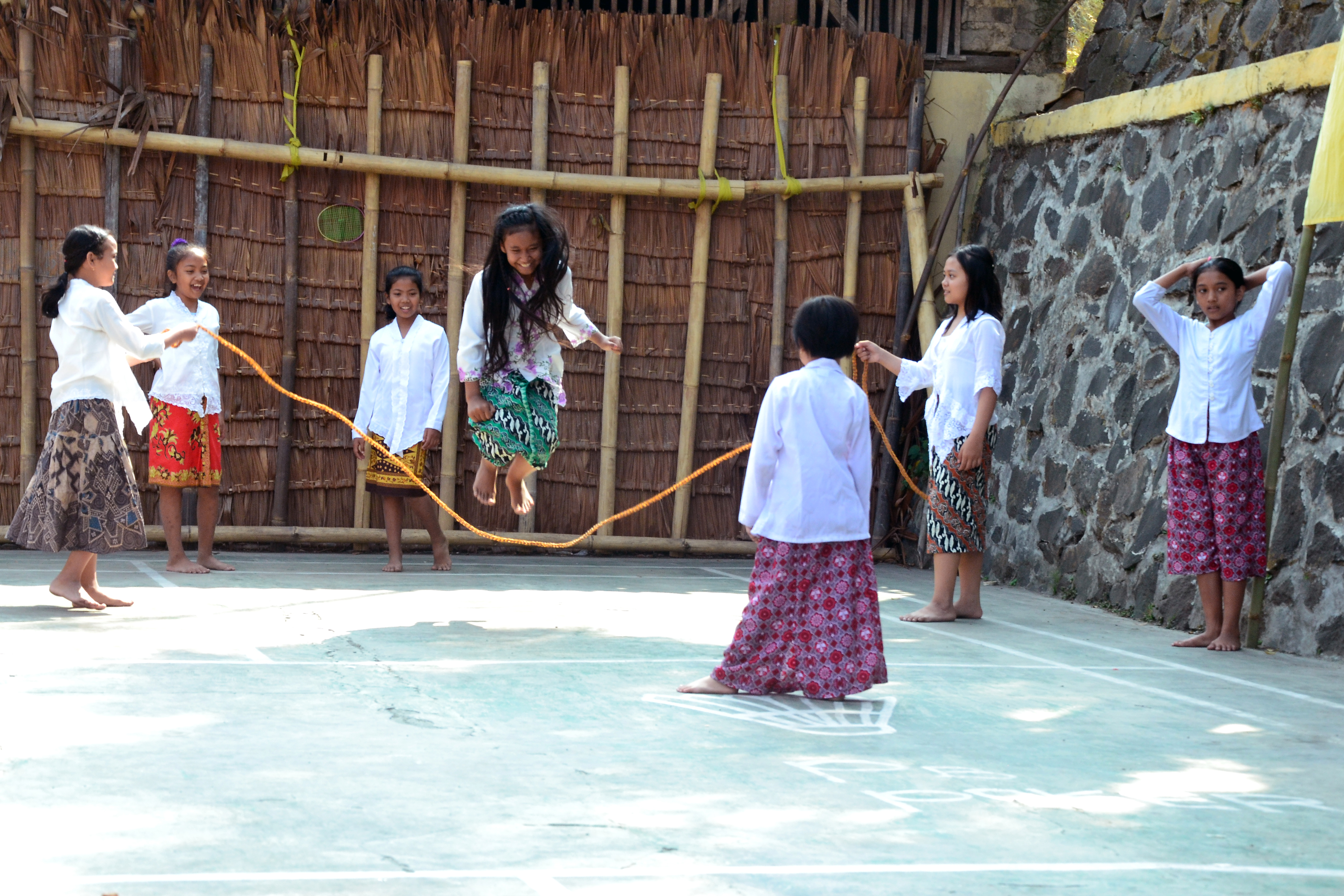
Un grupo de niñas indonesas jugando a saltar la soga.

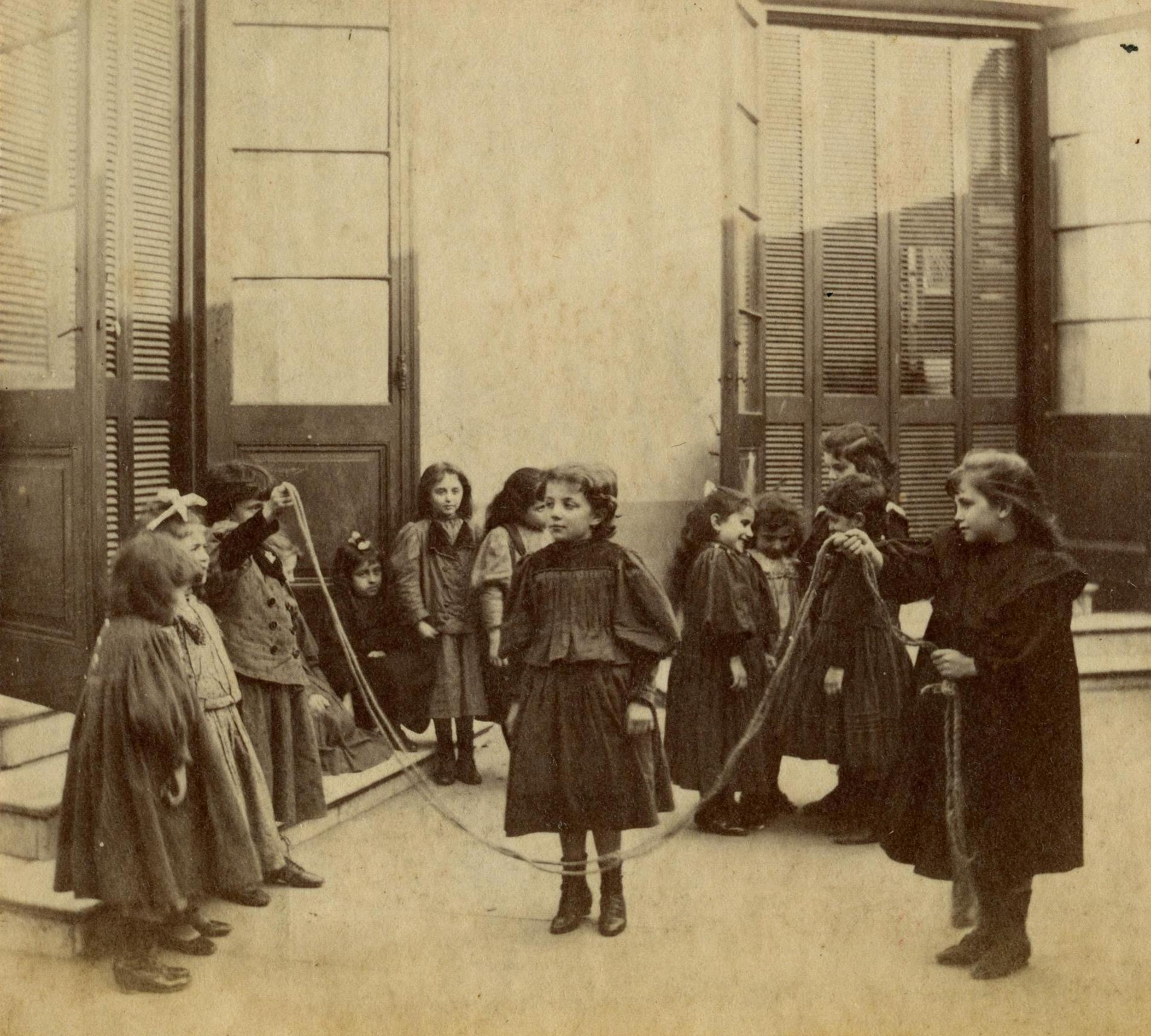
Niñas expósitas saltando a la cuerda en el Asilo de Huérfanas de Buenos Aires, fines del.

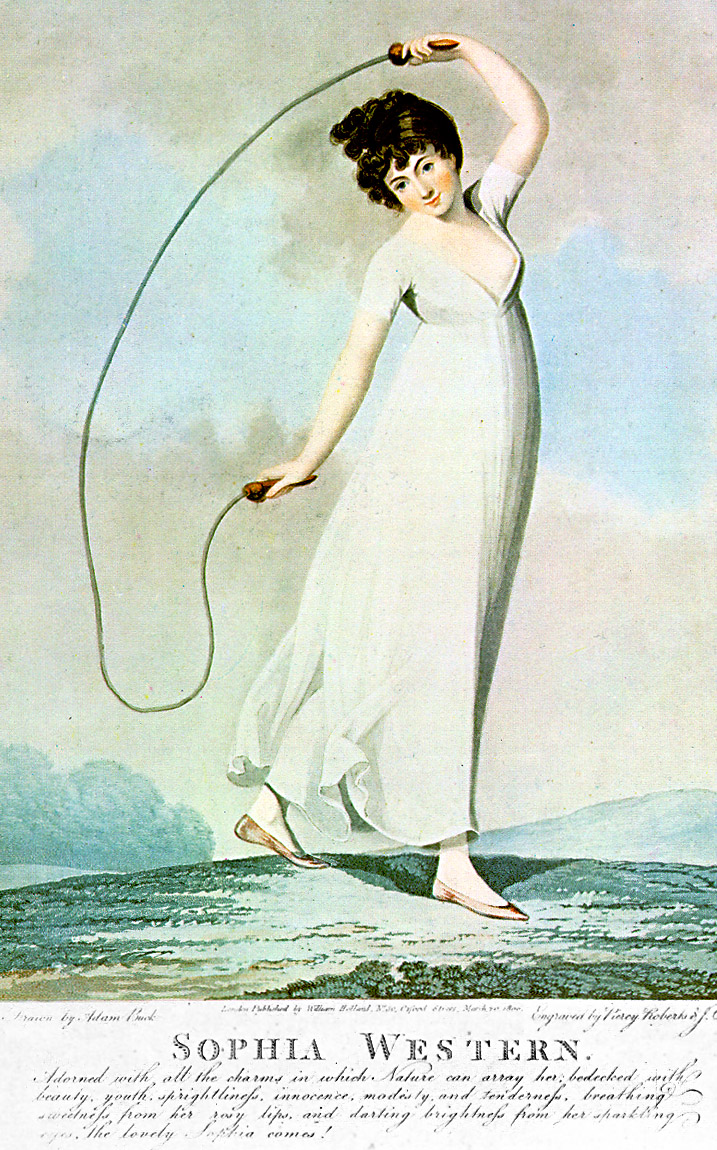
Dibujo de Sophia Western saltando la cuerda (1800).

El salto a la cuerda, también conocido como salto a la soga en Perú, saltar lazo en Colombia, en Cuba juego de la suiza, en España como salto a la comba y en Guatemala se le conoce como la Cuerda. En Argentina la Asociación Argentina de Saltos con Soga difunde el deporte Jump Rope en el ámbito deportivo y educativo como iniciación al deporte escolar.
La cuerda puede saltarse individualmente o en grupo, es una actividad practicada como juego tradicional infantil y trasciende diferentes culturas y épocas históricas.
Como ejercicio físico (especialmente como entrenamiento para algunos deportes, como el boxeo, tenis o el culturismo), es una actividad complementaria recurrente, debido a los grandes beneficios que genera para el acondicionamiento general.
Actualmente, trasciende el juego y se dimensiona como deporte formal organizado por IJRU sport a nivel mundial. 
El uso de las cuerdas para saltar ha sido tradicionalmente uno de los juegos favoritos de los niños. Los ejercicios con cuerda se suelen utilizar como calentamiento deportivo previo a otros ejercicios, y resultan un entrenamiento ideal para los deportes que requieren vigor, coordinación y ritmo. El salto con cuerda endurece y renueva la textura de los músculos, y se considera adecuado para el corazón y los pulmones. Uno de los aparatos de la gimnasia rítmica es la "cuerda", que hasta cierto punto es similar a la cuerda infantil o de entrenamiento, pero lea con criterios totalmente distintos.
El salto a la cuerda habitualmente consiste en que uno o más participantes saltan sobre una cuerda que se hace girar de modo que pase debajo de sus pies y sobre su cabeza. Si el juego es individual, es una persona que hace girar la cuerda y salta. Si el juego es en grupo, al menos son tres personas las que participan: dos que voltean la cuerda mientras que una tercera salta. Es habitual saltar al ritmo de sencillas canciones populares que entonan los participantes. Si se juega con dos cuerdas, es considerablemente más difícil. Los participantes pueden saltar simplemente hasta que se cansan o incurren en una equivocación. Es un juego popular muy conocido en todas partes. 
Otra modalidad se juega con una cuerda en donde dos personas sostienen la cuerda y los demás jugadores pasan debajo de ella. Una vez que todos los jugadores han pasado, los que sostienen la cuerda la bajan un poco más, y vuelven a pasar por debajo de ella el resto de jugadores, y así sucesivamente.
Ciertas variantes del juego de saltar a la cuerda se juegan con cuerdas elásticas que se estiran entre las piernas de dos de los participantes. Así como existen diversas formas de saltar también existen diferentes tipos de saltos. 
Esto es algo simple y sencillo saltar la cuerda se puede saltar con medida de tiempo o por gusto propio.

## Beneficios de la cuerda de salto
Además de proporcionar beneficios al estado físico en general, los ejercicios con cuerda tienen efectos particularmente interesantes para determinadas personas y prácticas deportivas.
Los músculos de los brazos y de las piernas (pantorrillas, muslos y glúteos) se desarrollan y fortalecen, perdiendo su flacidez y mejorando su forma, mientras el cuello, los hombros y el pecho se ensanchan y se vuelven firmes.